# إشارة متقطعة

إشارة مستمرة وأخرى متقطعة تحاكيها

الإشارة المتقطعة هي إشارة على فترات متباعدة، وربما تكون إشارة بسيطة مستمرة الوقت. ولكن على عكس الإشارة المستمرة تكون الإشارة المتقطعة غير مرتبطة بدالة الزمن، وتكون في كميات متقطعة، وكل كمية منفصلة تسمى قيمة معينة، ويتم استخدام هذه الإشارة في الأجهزة الالكترونية الحديثة وذلك من أجل تفادى التشويش الذي يحدث من الإشارة المستمرة.

إشارة مستمرة

و تتيح الإشارة المتطقعة نقل أكثر من إشارة على نفس القناة، بحيث تشغل كل إشارة حيزاً من الزمن، مما يتيح استغلال قنوات النقل الاستغلال الأمثل، ولكن كي لا تفقد كل إشارة معلوماتها ينبغي أن نتأكد أن النقاط التي تحتويها الإشارة كافية لفهم الإشارة فمثلا لو كانت الإشارة صوتية ينبغي ان نتأكد من أن عينات الإشارة التي معنا كافية لفهم الصوت، ومن ثم يتم دمج أكثر من إشارة على نفس القناة عن طريق الmultiplixing
فيكون لكل إشارة حيزاً من الزمن وتتكرر كل فترة معنية وتلك الفترة ثابتة ومخصصة للإشارات المختلفة على نفس القناة,
مثلا:
A B C A B C A B C A B C A B C A B C A B C
عندنا 3 إشارات على نفس القناة وهي A،B،C ، فيتم الحصول على إحداها بعمل فلتر يكون بمثابة بوابة لعبور إحداهاو ذلك فقط بحجب الباقي.
من ضمن مميزات الأشارة المتقطعة : ميزة التوفير في طاقة الإشارة المرسلة، فهي ليست مستمرة على جميع نقط الزمن بل عند نقاط معينة فقط.

إشارة متقطعة

## الإشارات الرقمية
الإشارة الرقمية هي إشارة متقطعة تأخذ قيم منفصلة فقط. وتشتق نموذجيا من قيم.
الإشارات الرقمية الشائعة تتمثل في 8 بيت (256 مستوى), 16 بيت (65.635 مستوى), 32 بيت (4.3 مليار مستوى)، وهكذا، أي رقم حقيقي ممكن وليس فقط ذو الاس اثنان.
عدد المستويات = 2^س
س:عدد البيت
و القيم التي يمكن أن تأخذها = 2^س - 1، ونطرح الواحد لان أول قيمة تأخذها هي 0.
و تتميز الإشارات الرقمية عن المتقطعة في مقاومتها للشوشرة في القيم، فهي قيم محددة سلفاً. فتكون القيم في الداوئر الرقمية مثلاً: إما/أو (0 فولت - 5 فولت) فلو حدث ان أصبحت (عوضا عن 0 فولت 2 فولت) أو(بدلا من 5فولت أصبحت 3 فولت) بسبب الشوشرة الموجودة في الوسط العازل، سيتمكّن المستقبل من معرفة القيمة الصحيحة للإشارة المرسلة، وهذه الميزة لم تكن موجودة في الإشارة التماثليّة(المستمرّة) لأن بإمكانها ان تأخذ أي قيمة فولتية.
و اختصارا:
الإشارة المستمرة(التماثليّة): هي مستمرة على كل من الزمن والقيمة أي ان لها قيمة في أي لحظة زمنية وعند كل لحظة زمنية تستطيع أن تأخذ أي قيمة.
أمّا الإشارة المُتَقطّعة(الرقميّة): فهي متقطعة على محور الزمن بحيث تتغيّر قيمها عند نقاط زمنية معنية فقط وليس بشكل مستمر. (فهي متطقعة على محوري الزمن والقيمة).